# To levende og en død
To levende og en død är en norsk kriminalfilm från 1937, i regi av Gyda Christensen och Tancred Ibsen. Filmen är baserad på Sigurd Christiansens roman med samma namn från 1931, och har Hans Jacob Nilsen, Unni Torkildsen, Toralf Sandø och Lauritz Falk i huvudrollerna.

## Handling
Erik Berger (Hans Jacob Nilsen) är postfunktionär i en stad i Østlandet. Han ska snart befordras. En kväll blir emellertid postkontoret rånat. En av de andra anställda, Lydersen (Toralf Sandø), blir nedslagen, och en tredje, Kvisthus (Einar Vaage) dör under rånet av sitt svaga hjärta. Berger klarar sig dock undan oskadd. Han tänker på sin fru och deras barn, och gör inget motstånd.
Efter rånet kallar arbetsgivaren honom feg, medan den osympatiska Lydersen höjs till skyarna och får den befordran som var vikt åt Berger. Medan Berger går och funderar på om han har gjort det rätta träffar han en dag en man som har information om rånet.

## Om filmen
Sigurd Christiansens roman från 1931 blev en verklig sensation när den kom ut. Den vann en stor nordisk romantävling och fick stor spridning både i Norge och utomlands.
Filmen var den första självständiga produktionen från Norsk Film, och en av de första filmerna som spelades in i bolagets nya ateljéer på Jar i Bærum. Filmen fick god kritik och blev en framgång även ekonomiskt. Kameraarbetet beröms som sofistikerat, och skådespelarinsatserna kallas också för goda.
Filmen har kallats inledningen på norsk films "guldålder", och var början på Tancred Ibsens bästa period som filmskapare.

## Rollista
- Hans Jacob Nilsen – Erik Berger, postfunktionär
- Unni Torkildsen – Helene Berger
- Jan Vaage – Knut, deras son
- Toralf Sandø – Lydersen, postfunktionär
- Lauritz Falk – Rognås, bankfunktionär
- Hans Bille – postmästaren
- Hilda Fredriksen – pensionatsvärdinnan
- Joachim Holst-Jensen – Engelhardt
- Thoralf Klouman – postdirektör
- Guri Stormoen – expediten
- Axel Thue – polisfullmäktig
- Einar Vaage – Kvisthus
- J. Barclay-Nitter – en postfullmäktig
- Elsa Sandø – Fru Lydersen
- Knut Jacobsen – doktorn
- Kolbjørn Brenda – postarbetare